# Roman Rutkowski (polityk)
Roman Stanisław Rutkowski (ur. 18 listopada 1959 w Gorzowie Wielkopolskim) – polski polityk, związkowiec, poseł na Sejm III kadencji.

## Życiorys
Ukończył w 1984 studia na Wydziale Chemii Politechniki Poznańskiej. Od 1985 przez dziesięć lat pracował w Instytucie Hodowli i Aklimatyzacji Roślin. W latach 80. działał w opozycji, należał do Niezależnego Zrzeszenia Studentów, kolportował wydawnictwa podziemne. Został aresztowany w grudniu 1982, zwolniony w kwietniu 1983. Od 1989 należy do „Solidarności”. W latach 1990–2002 był wydawcą i redaktorem naczelnym biuletynu związkowego „Feniks”, od 2002 wchodzi w skład zespołu redakcyjnego tego pisma. Od 1995 do 1998 pełnił funkcję wiceprzewodniczącego zarządu regionu związku, od 2001 do 2006 kierował regionem gorzowskim NSZZ „Solidarność”. W latach 90. przewodniczył także Krajowej Komisji Rewizyjnej związku.
Sprawował mandat posła III kadencji wybranego z listy Akcji Wyborczej Solidarność, w 2001 bezskutecznie ubiegał się o reelekcję. Od 1998 do 2002 był członkiem Ruchu Społecznego, później pozostał bezpartyjny. Zasiadał również w radzie programowej „Tygodnika Solidarność”.
W 2010 został zastępcą dyrektora Powiatowego Urzędu Pracy w Gorzowie Wielkopolskim.

## Odznaczenia
W 2015 otrzymał Krzyż Wolności i Solidarności.